# Mayland
Mayland, egentlig Mayland Burde A/S og tidligere C. Mayland A/S, er et dansk bogtrykkeri, bogbinderi og forlagsvirksomhed.
Virksomheden er grundlagt i 1878 af Caspar O. Mayland (1828-1897) og blev i 1903 omdannet til et aktieselskab. Direktion i 1950: Johan Frederik Woldsen og Erik C. Mayland. Da havde virksomheden adresse på Vesterbrogade 95 i København. Fra 1911 til 1952 var overretssagfører Albert Helweg-Larsen bestyrelsesformand.
I 1965 flyttede Mayland til Meterbuen 18 i Skovlunde, hvor 110 medarbejdere var beskæftiget (2003). I 1978 blev Jørgen Woldsen adm. direktør, hvilket han var til 2004. I 2006 blev Lars Jepsen adm. direktør.
I 2007 solgte den daværende hovedaktionær, direktør Jørgen Woldsen, virksomheden til bestyrelsesformand Hans Trap og bestyrelsesmedlem Bjørn Andersson. Kort efter blev Mayland videresolgt til Burde Förlags AB med hovedsæde i Växjö, Sverige. Peter List har siden 2007 været adm. direktør.
Selskabet har hovedsæde på Herlev Hovedgade 195 i Herlev.